# Desert Center
Desert Center ist ein Census-designated place im Riverside County im US-Bundesstaat Kalifornien. Das U.S. Census Bureau hat bei der Volkszählung 2020 eine Einwohnerzahl von 256 ermittelt. Desert Center liegt zwischen Indio und Blythe am Treffpunkt der beiden Autobahnen Interstate 10 und California State Route 177. Zu Desert Center gehört auch die Siedlung Lake Tamarisk.

## Geografie
Desert Center befindet sich im zentralen Teil des Riverside Countys in Kalifornien. Die Siedlung liegt in der Wüste, abgelegen von anderen Orten. Zur näheren Umgebung gehören das Coachella Valley und der Joshua-Tree-Nationalpark.
Mit 204 Einwohnern (Stand der Volkszählung 2010) und einer Fläche von ungefähr 78,8 km², die sich vollständig aus Land zusammensetzt, beträgt die Bevölkerungsdichte nur 2,6 Einwohner pro Quadratkilometer. Das Ortszentrum liegt auf einer Höhe von 200 Metern.

## Geschichte

### Entstehung
Der Ort wurde im Jahr 1921 von Stephen A. Ragsdale und seiner Frau Lydia gegründet. Ragsdale war ein aus Arkansas stammender Wanderprediger und Baumwollbauer. 1915 reiste er von seiner Farm im Palo Verde Valley am Colorado River nach Los Angeles. Die Straße von Phoenix nach Los Angeles war sandig, und Ragsdales Auto blieb auf der Strecke in der Nähe der Siedlung Gruendyke's Well liegen. Hier wohnte Ragsdale bei einem Goldsucher namens Bill Gruendyke, bis sein Auto repariert war und er seine Reise nach Los Angeles fortsetzen konnte.
Nach seiner Rückkehr zog Ragsdale mit seiner Familie an den abgelegenen Ort in der Wüste, an dem er gelebt hatte. Achtzig Kilometer von den nächsten bewohnten Gebieten entfernt, versorgte die Familie Reisende, die an der Siedlung vorbeikamen. Ragsdale benannte den Ort in Desert Center um. Im Jahr 1921 wurde beschlossen, die Sandstraße durch eine moderne, gepflasterte Autobahn zu ersetzen. Diese wurde als U.S. Highway 60 bekannt und ungefähr acht Kilometer nördlich der alten Sandstraße gebaut. Aus diesem Grund gab Ragsdale das alte Desert Center auf und gründete stattdessen an der neuen Autobahn ein Café. Diese neue Siedlung wurde später um einen Lebensmittelmarkt, ein Postamt und eine Unterkunft für Reisende erweitert und ist der heutige Standort von Desert Center. Ragsdale starb 1971 und wurde auf dem Coachella Valley Public Cemetery bei Indio bestattet.

### Militärische Nutzung im Zweiten Weltkrieg
Im Jahr 1942, als Desert Center nur wenig Einwohner zählte, entstand auf Befehl des Generals George S. Patton zur Unterstützung von Manövern in Kalifornien und Arizona das Desert Center Army Airfield (heute Desert Center Airport) mit einer Größe von 47.000 km². Hier wurden Truppen für Einsätze in Nordafrika gegen die deutschen Streitkräfte unter Leitung von Erwin Rommel trainiert. Nach der militärischen Nutzung des Gebiets verlor Desert Center wieder an Bedeutung. Auch als die alten U.S. Highways 60 und 70 in die Interstate 10 umgewandelt wurden, blieb Desert Center weitgehend unverändert.

### Heutige Situation
Heute dient der Ort nach wie vor als Zwischenstopp auf Reisen durch die Wüste zwischen Indio und dem Colorado River. Der Ort beheimatet außerdem Landwirtschaftsbetriebe und einige Wohnwagensiedlungen, die besonders im Winter von Touristen aus den kalten Nordstaaten bewohnt werden, sowie die Ansiedlung Lake Tamarisk. Der Desert Center Airport wird seit 1992 privat betrieben.
In den 1980er Jahren profitierte Desert Center vom Popularitätsgewinn des  Jojobastrauchs. Vorkommendes Brackwasser, sandige Böden und das trockene Klima machten die Gegend ideal für den Anbau der Wüstenpflanze, die vor allem als Öllieferant für Kosmetikprodukte von Bedeutung ist.

## Politik
Desert Center ist Teil des 28. Distrikts im Senat von Kalifornien, der momentan vom Demokraten Ted W. Lieu vertreten wird. In der California State Assembly ist der Ort dem 56. Distrikt zugeordnet und wird somit vom Demokraten V. Manuel Pérez vertreten. Auf Bundesebene gehört Desert Center Kaliforniens 36. Kongresswahlbezirk an, der einen Cook Partisan Voting Index von R+1 hat und vom Demokraten Raul Ruiz vertreten wird.